# Christian Rauch (Pädagoge)
Christian Hinrich Jacob Rauch (* 22. Februar 1813 in Schleswig; † 8. Juli 1887 in Berlin) war ein deutscher Pädagoge, Lehrbuchautor und Mitglied der Schleswig-Holsteinischen Landesversammlung.

## Leben
Nach seiner Schulbildung studierte Rauch Naturwissenschaften an der Universität Kiel und widmete sich dabei vor allem der Mathematik. Er schloss sein Studium mit einer Promotion zum Doktor der Philosophie ab.
Im Jahr 1841 wurde Rauch Begründer einer Gewerbeschule für Bauhandwerker in Kiel. 1842 gründete er eine Polytechnische Lehranstalt und im selben Jahr eine Höhere Töchterschule. 1847 verfasste er ein Lehrbuch zur Arithmetik.
Während der Schleswig-Holsteinischen Erhebung war Rauch Präsident des Kieler Arbeitervereins und von 1850 bis zur Auflösung 1851 Mitglied der Schleswig-Holsteinischen Landesversammlung. 1850 wurde ihm wegen „demagogischer Umtriebe“ ein Prozess gemacht. 1851 wurde er festgenommen und für ein halbes Jahr in Rendsburg inhaftiert. Nach seiner Freilassung im Dezember 1851 zog er mit seiner Familie in die völkerrechtlich souveräne Freie und Hansestadt Lübeck. Während seiner Suche nach einer neuen Anstellung beschäftigte Rauch sich mit Astronomie, hielt Vorlesungen in verschiedenen Städten und veröffentlichte Werke zu diesem Thema.
1854 wurde er als Lehrer an die Bergschule nach Essen berufen. Rauch lehrte hier Planimetrie, Stereometrie, Algebra, Arithmetik, deutsche Sprache und Schönschreiben. Er passte sein Lehrbuch zur Arithmetik an seine neue Tätigkeit an und veröffentlichte 1857 dazu die zweite Auflage. 1861 verfasste er sein Lehrbuch zur Planimetrie und Konstruktionslehre. Bis zur Auflösung der Bergschule im Jahr 1864 war er dort als Lehrer tätig.

## Familie
Rauch war seit dem 18. März 1842 mit Rosalie Préalle (1817–1875) verheiratet. Sie war eine Tochter des aus Belgien stammenden Charles Préalle (1773–1855), der eine Höhere Töchterschule und eine Knabenschule errichtet hatte. Zudem hatte Préalle die sieben Söhne des Herzogs Friedrich Wilhelm von Schleswig-Holstein-Sonderburg-Glücksburg in der französischen Sprache unterrichtet. Das Ehepaar Rauch hatte mehrere Kinder.

## Werke
- Was versteht man unter höherer Bauernschule? In: Correspondenz-Blatt. Nr. 84. Schwers’sche Buchhandlung, Kiel 1841, OCLC 648107164.
- Die höhere Bauernschule als Districtsschule. In: Correspondenz-Blatt. Nr. 96. Schwers’sche Buchhandlung, Kiel 1841, OCLC 648107164.
- Welche Schwierigkeiten stellen sich der Anlegung von Gewerbeschulen entgegen und wie lassen sie sich heben? In: Itzehoer Wochenblatt. Nr. 23. Itzehoe 1842, OCLC 898571046, Sp. 29.
- Wozu dienen Meisterstücke in den Aemtern? In: Itzehoer Wochenblatt. Nr. 29. Itzehoe 1844, OCLC 898571046, Sp. 906–908.
- Elementare Arithmetik für Knaben-, Handwerker- und Unterofficier-Schulen. Lehmkuhl, Altona 1847, OCLC 467697403.
- Normativ für das Tischler-Meisterstück in Schleswig-Holstein. Bünsow, Kiel 1847.
- Neuester Beweis für die Umdrehung unserer Erde um ihre Achse. Ferdinand Dümmler’s Buchhandlung, Berlin 1852, OCLC 162482164 (Digitalisat auf den Seiten der Bayerischen Staatsbibliothek).
- Populäre Astronomie für Schule und Haus. Lübeck 1853, OCLC 798517117 (Digitalisat bei Google Books).
  - Populäre Astronomie für Schule und Haus. 2. Auflage. Essen 1857.
- Elementare Arithmetik für Real-, Berg-, Gewerbe- und Fortbildungsschulen. 2. Auflage. Duisburg 1857.
  - Elementare Arithmetik für Real-, Berg-, Gewerbe- und Fortbildungsschulen. 3., verm. u. verb. Auflage. Rümpler, Hannover 1862, OCLC 56864856.
- Planimetrie und Constructionslehre für Real-, Berg-, Gewerbe- und Fortbildungsschulen. Rümpler, Hannover 1861, OCLC 836840933 (Digitalisat auf den Seiten der Niedersächsischen Staats- und Universitätsbibliothek Göttingen).
  - Planimetrie und Constructionslehre für Real-, Berg-, Gewerbe- und Fortbildungsschulen. 2. Ausgabe. Baumgartner, Leipzig 1882, OCLC 907780615.